# Solamisch
Solamisch (Thronname: al-Malik al-Adil Badr ad-Din Solamisch, arabisch: بدر الدين سُلامش, türkisch: Sülemiş, * 1272 in Kairo; † 1291 in Konstantinopel) war Sultan der Mamluken in Ägypten im Jahr 1279. Er war ein Sohn von Sultan Baibars.
Nach Baibars Tod 1277 wurde Solamischs Bruder Berke Qan dessen Nachfolger als Sultan. Dieser wurde 1279 von Qalawun zum Rücktritt gezwungen und der erst sieben Jahre alte Solamisch auf Vorschlag und unter Vormundschaft Qalawuns neuer Sultan von Ägypten. Noch im Dezember des gleichen Jahres wurde Solamisch von Qualawun abgesetzt. Qualawun machte sich nun selbst zum Sultan und verhinderte die Machtergreifung eines weiteren Bruders Solamischs, Khidr. Damit war die Bildung einer Dynastie durch Baibars und seine Söhne gescheitert. Qalawun war neuer Sultan (1279–1290) und begründete die Bahri-Dynastie.
Solamisch ging zu seinem Bruder nach Karak ins Exil und gelangte später nach Konstantinopel, wo er 1291 starb.